# Roter Matrose

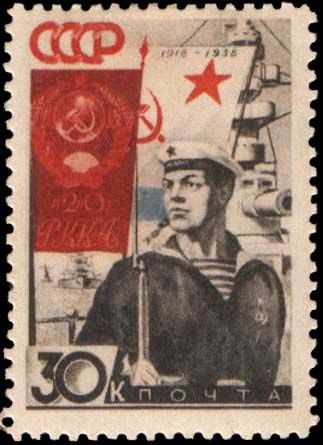
Sowjetisches Postwertzeichen „Roter Matrose“ zum 20. Jahrestag der „Roten Armee“ (1918–1938).

Roter Matrose (Originalbezeichnung russisch краснофлотец, krasnoflotez) war ab 1918 in Sowjetrussland und dann der Sowjetunion die Dienststellungsbezeichnung für Angehörige der „Roten Arbeiter- und Bauernflotte“, aber auch gleichzeitig der niedrigste Mannschaftsdienstgrad.
Das Äquivalent zu diesem Dienstgrad in der Luftwaffe lautete „Roter Luftfahrer“ (krasnowosduchoplawatel) und im Heer der Roten Armee Rotarmist (krasnoarmejez).
| Niedrigerer Rang: keiner | Roter Matrose (ab 1935: Seemann) | Höherer Rang: Gruppenführer (ab 1940: Roter Obermatrose) |

## Geschichte
Die Synonym-Bezeichnung „Matrose“ wurde aus Gründen der Abgrenzung zur Konterrevolution absichtlich vermieden.
Die international in Marinestreitkräfte eher ungebräuchlichere personengebunden Rangbezeichnung „Seemann“ (Originalbezeichnung: morjak) wurde im Jahre 1935 als Ersatz für den Rang „Roter Matrose“ verfügt. Der im Jahre 1940 eingeführte nächsthöhere Rang lautete „Roter Obermatrose“ (starschi krasnoflotez) entsprach dem Rang Gefreiter im Heer. Im Jahr 1946 wurden die Ränge „Seemann“ und „Roter Obermatrose“ durch „Matrose“ und „Obermatrose“ ersetzt.
Siehe dazu auch